# 景福宮
座標: 北緯37度34分43.00秒 東経126度58分38.00秒 / 北緯37.5786111度 東経126.9772222度
景福宮（けいふくきゅう、朝: 경복궁、キョンボックン）は、朝鮮王朝（李氏朝鮮）の王宮である。現在の韓国ソウル特別市にある。

## 概要
大韓民国ソウル特別市鐘路区世宗路1-56にある旧朝鮮王朝の王宮。李成桂による遷都に伴い1395年に建設され、1592年の文禄の役において焼失した。李氏朝鮮末期の1865年の興宣大院君による再建から1896年まで王宮として使われた。大日本帝国には朝鮮総督府庁舎および関連施設が置かれた。韓国独立後は、後背地に大統領府（青瓦台）が置かれていたが、2022年に移転した。
景福宮の中心部に1867年に興宣大院君再建された勤政殿、慶会楼などが現存するほか、大日本帝国時代に撤去された建造物の復元が1990年代から現在にかけて行われている。

## 歴史

### 李氏朝鮮時代
朝鮮王朝の開祖李成桂は1392年に開城で王に即位、その2年後の1394年に漢陽（漢城、現在のソウル）への遷都を決定。無学大師の風水に基づき漢江の北、北岳山の南にあたる「陽」の地が選ばれ、李成桂が開城で政務を執っている間から王宮の建設が始まった。鄭道伝によって「景福宮」と命名され、1395年から李氏朝鮮の正宮として使用された。1397年には漢陽の城郭と四大城門が完成した。その後約200年間、正宮として使用され、1553年に大火によって焼失した。1592年の文禄の役において、国王の宣祖が漢城から逃亡して治安が乱れると、先陣争いをする小西行長らの一番隊や加藤清正らの二番隊の入城を前に朝鮮の民衆によって略奪と放火の対象となり再び焼失した。
その後は離宮の昌徳宮が正殿に使用され、景福宮は約270年の間再建されなかった。

#### 末期
王朝末期の1865年に高宗の父興宣大院君が再建し、1868年に国王の住居と政務を昌徳宮から移した。しかし、1895年に乙未事変、春生門事件等のクーデターが立て続けに発生すると、1896年に高宗は景福宮を脱出しロシア公使館へ逃げ込み、そこで政務を執るようになり（露館播遷）、宮殿には王が不在となった。その後、正宮は1897年に慶運宮（徳寿宮の当時の名称）に、1907年に純宗の即位で昌徳宮に移る。

### 日本統治時代

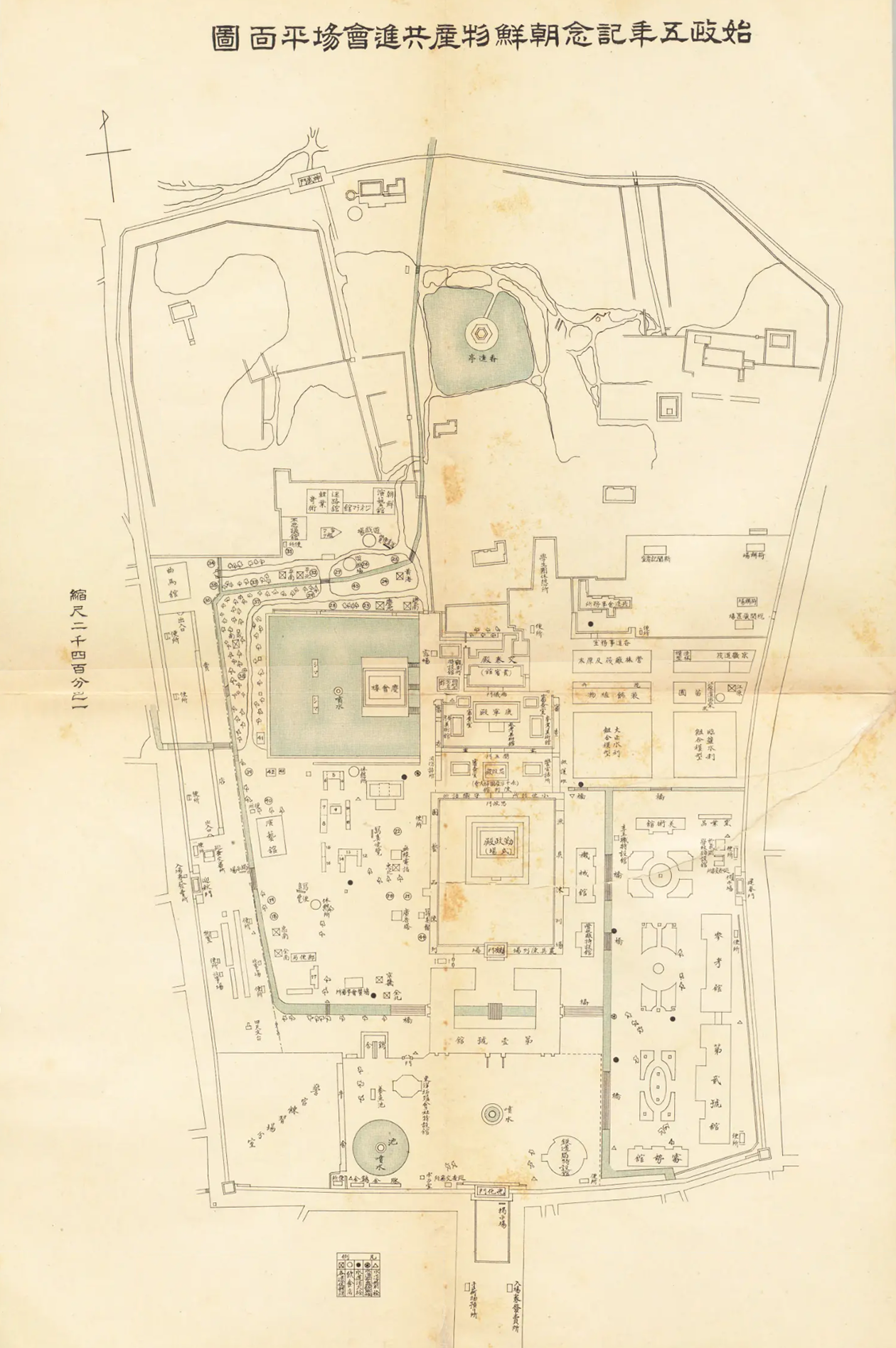
始政五年記念朝鮮物産共進会の景福宮内の建物配置図（1915年）

1910年、韓国併合条約により大韓帝国の統治が終了すると、1912年、景福宮が朝鮮王室から朝鮮総督府へ移管された。

景福宮で1915年に始政五年記念朝鮮物産共進会が開催されることが決定されると、景福宮内の勤政殿、慶会楼、光化門、思政殿、康寧殿、交泰殿などの建築物は保存の価値ありとして修復し展示館として利用することとした。他方で、興礼門およびその回廊や東宮などは付属建築物とし、保存の必要なしとして民間に売却のうえで撤去された。付属建築物のうち、次善堂は大倉喜八郎が購入し、大倉集古館に移築されたが関東大震災で焼失した。付属建築物を撤去し空いた敷地には一時的な建造物としての展示施設以外に、永久建造物として美術館（後の朝鮮総督府博物館）を建設した。

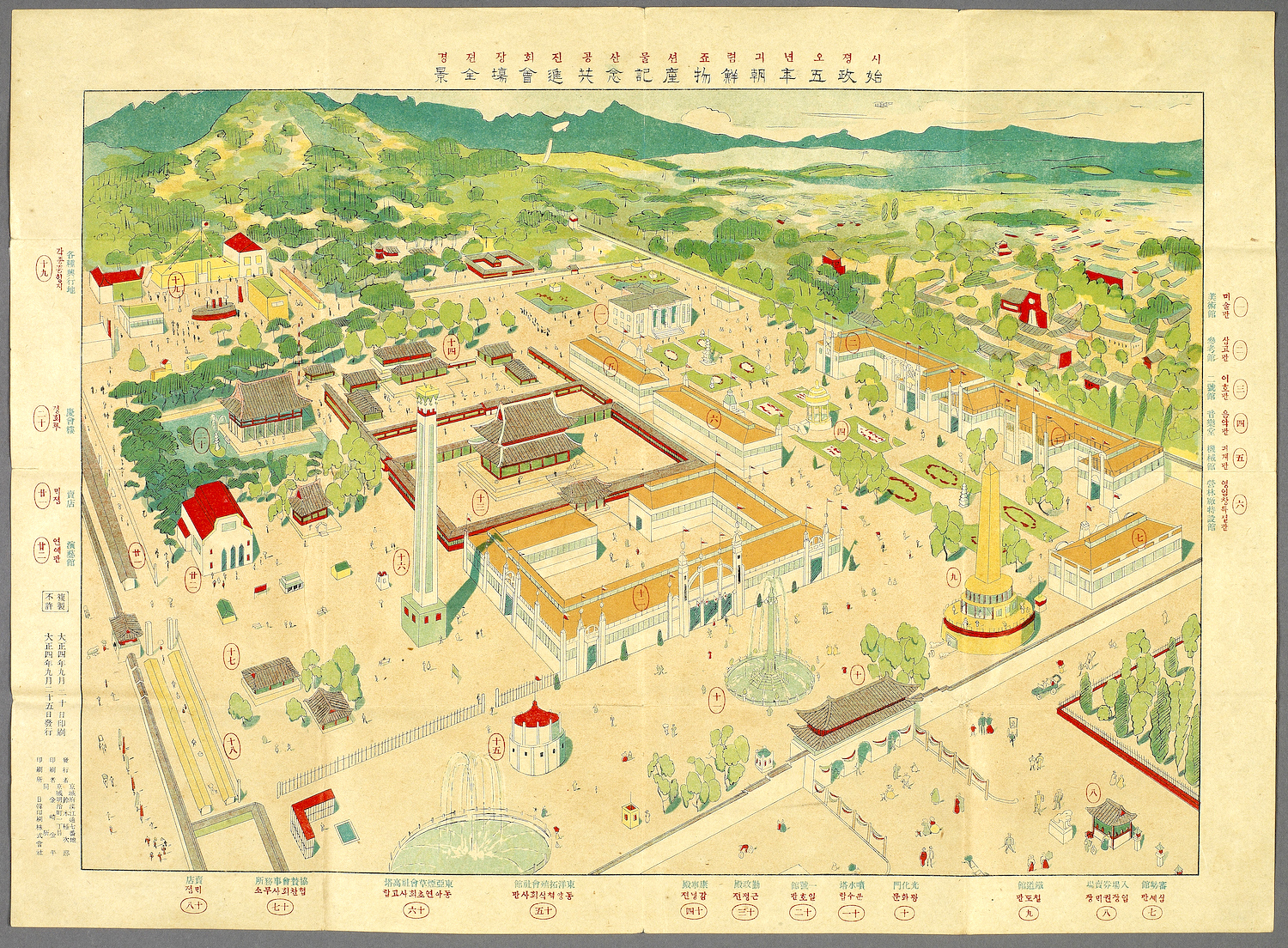
共進会の鳥観図、中央ロ型の建物が一号館
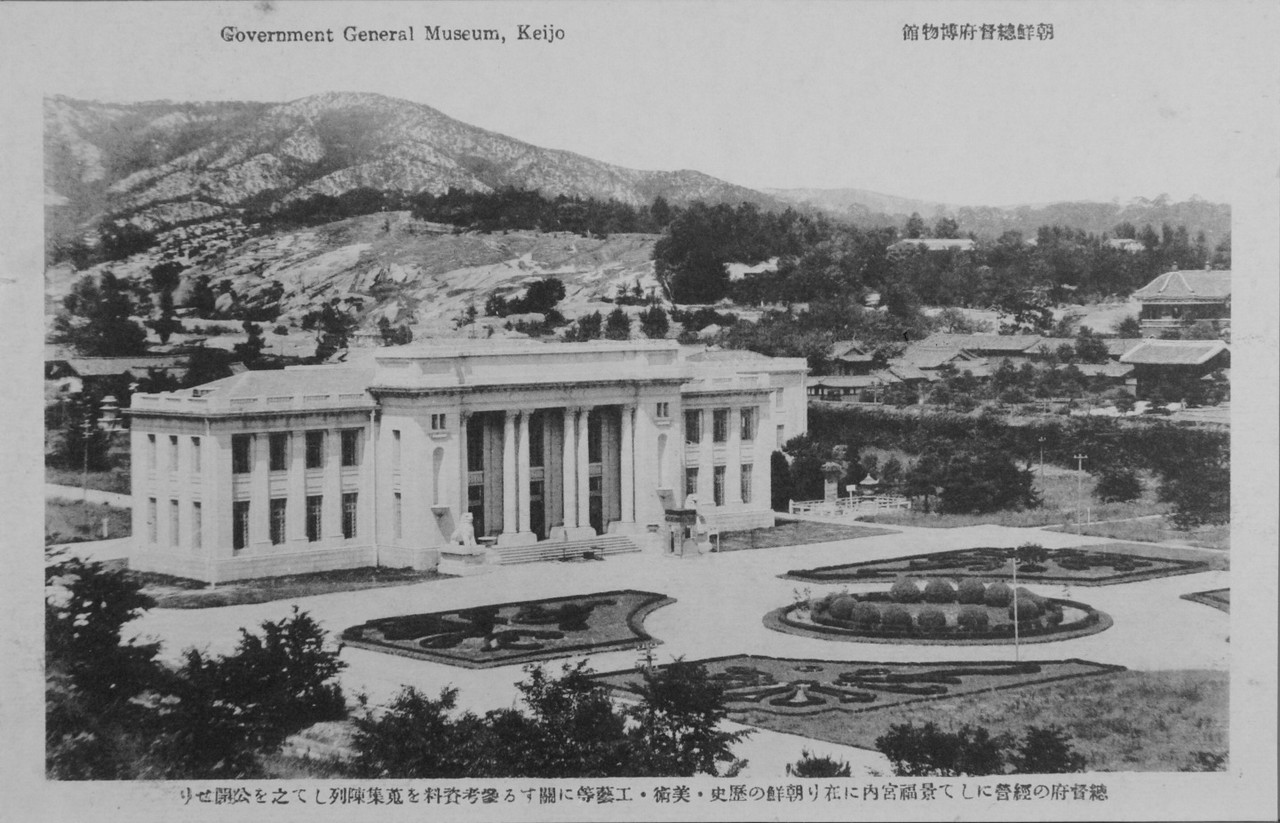
美術館（後の朝鮮総督府博物館）

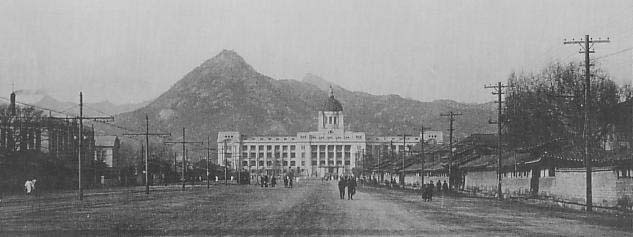
光化門通り（現・世宗大路）から望む朝鮮総督府庁舎。

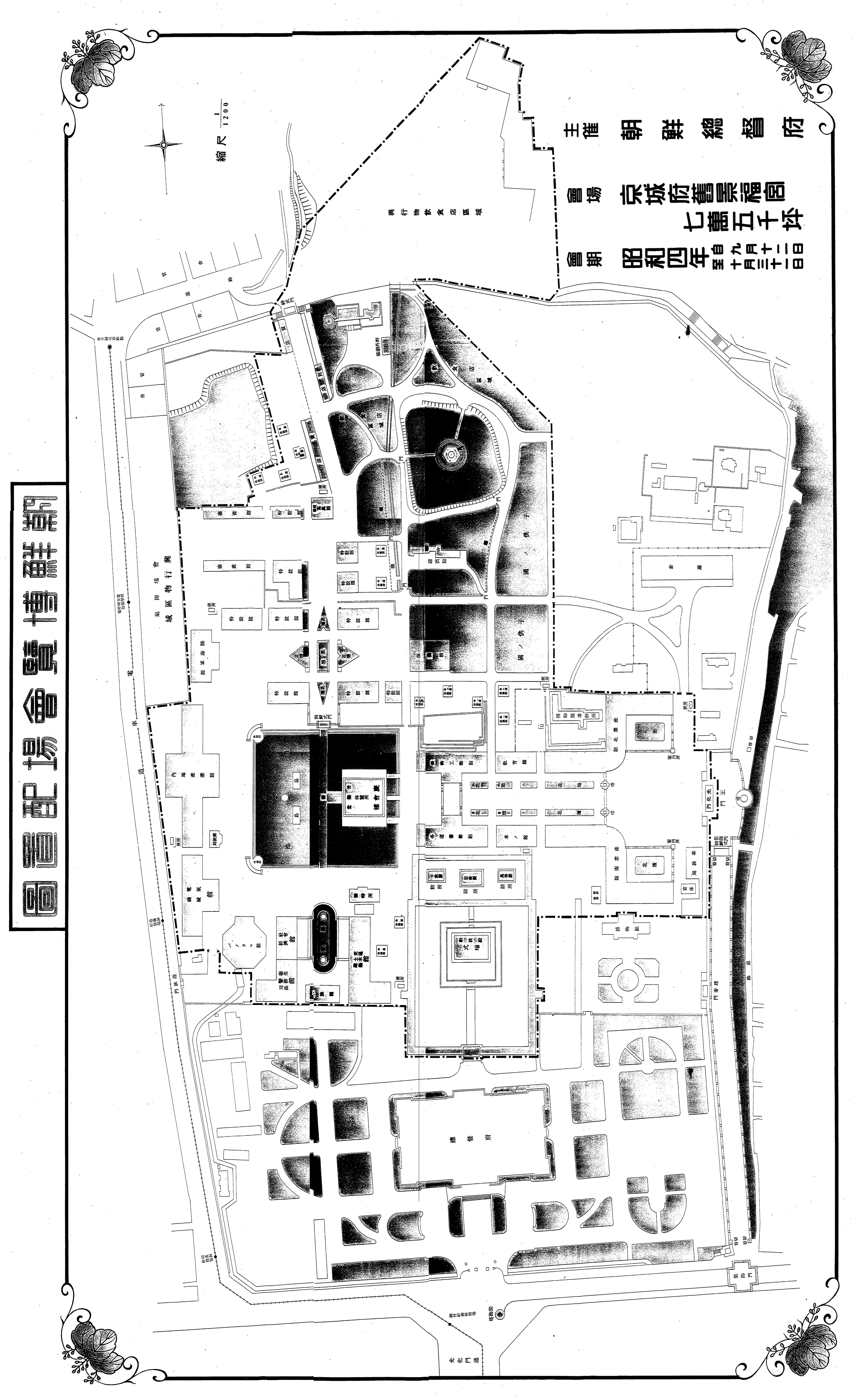
朝鮮博覧会の景福宮内の建物配置図（1929）

朝鮮総督府庁舎が倭城台から景福宮共進会一号館跡地に移転することとなり、新庁舎が1912年に着工、1926年までに建設された。この際に光化門は取り壊しが検討されたが、柳宗悦などの反対運動の結果、景福宮の東北側へ移築された。興礼門の回廊内側に流れていた禁川は景福宮外側に付け替えられた。また、この間の1917年に正宮の昌徳宮内殿の大部分が火災で焼失すると景福宮の残った建築物のうち康寧殿や交泰殿などが解体され昌徳宮の再建資材に用いられた。
1924年、民藝運動で著名な柳宗悦が景福宮内に浅川巧・伯教の援助を受けて朝鮮民族美術館を設立した。
1929年に朝鮮博覧会が開催され、1915年の共進会では用いられなかった庭園などの敷地の他に康寧殿・交泰殿の跡地に物産館が建てられ、勤政殿等も展示施設に供された。

### 連合軍施政下

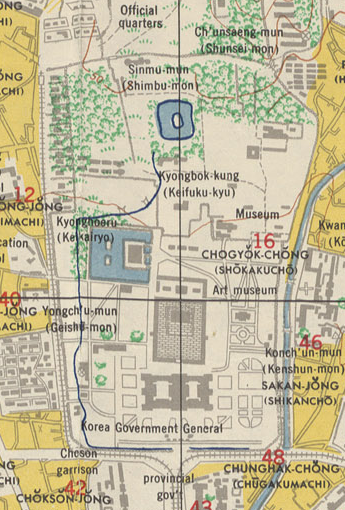
連合軍軍政期の景福宮内の建物配置図（1946）

日本のポツダム宣言受諾に伴い、日本による朝鮮統治が終了、1945年9月9日にソウルに進駐した米軍が朝鮮総督府庁舎を在朝鮮アメリカ陸軍司令部軍政庁の庁舎として使用した。また、アメリカ軍は兵舎を景福宮裏側の庭園に建設した。

### 独立と朝鮮戦争
1948年にアメリカ軍政地域であった朝鮮半島南部が大韓民国として独立すると、旧総督府庁舎は韓国政府の中央庁庁舎として使われた。また、旧朝鮮総督府博物館は国立博物館（現国立中央博物館）として改組。しかし、1950年に朝鮮戦争が勃発すると景福宮は2度にわたって朝鮮人民軍の占領を受け、最終的に国連軍が奪回するも光化門などがその戦火で焼け落ちた。

### 現代および復元事業

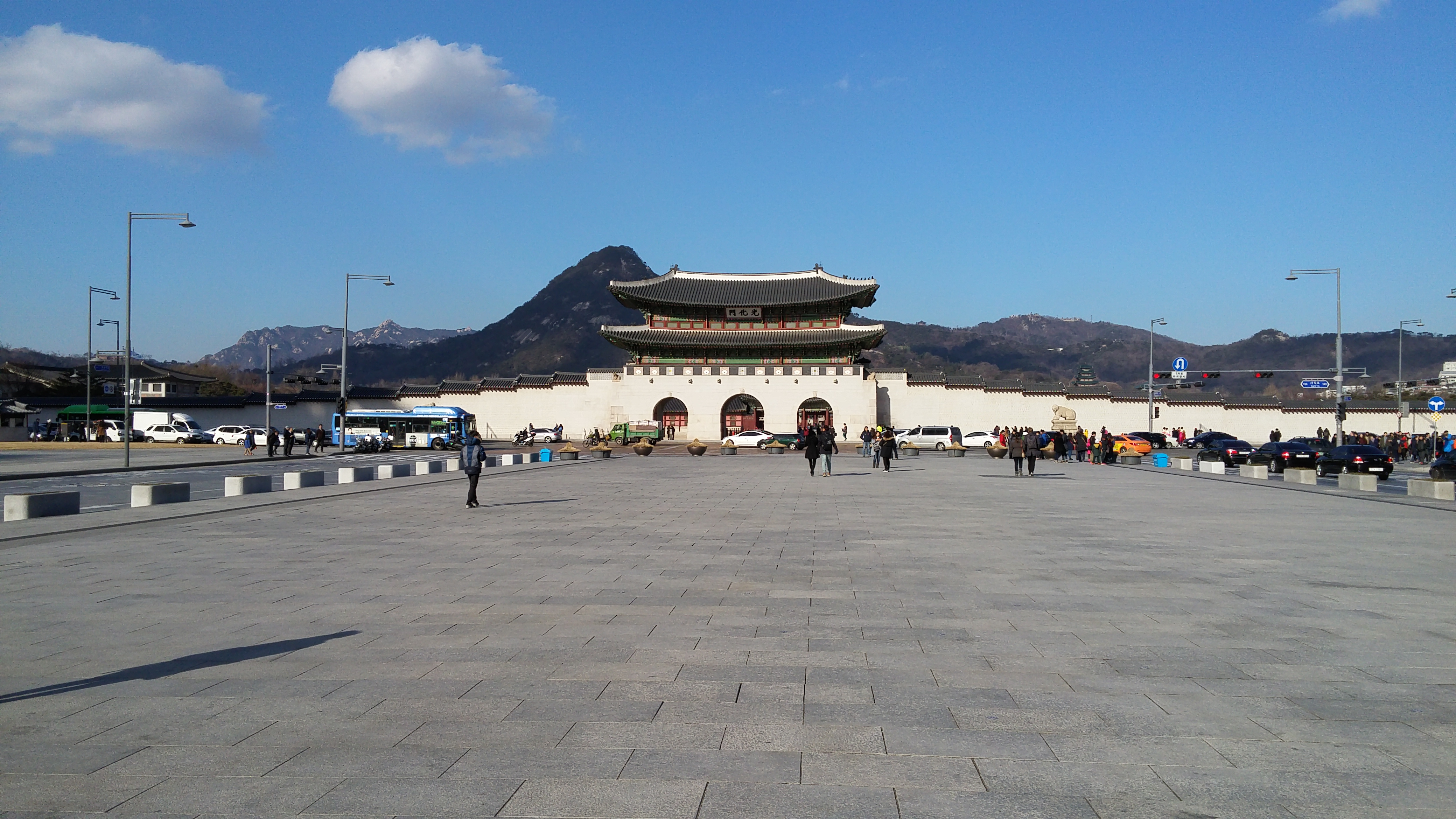
世宗大路から望む光化門復元後の景福宮

1968年、中央庁庁舎前にあった西洋式の正門を撤去して、朝鮮戦争時に焼失した光化門が鉄筋コンクリート造で外観復元された。しかし、光化門跡地には道路が開通していたために、本来の位置より14.5m後方に復元された。1986年8月21日、中央庁が中央庁庁舎を改修し韓国国立中央博物館が開館した。
1990年から景福宮はから復元事業が行われ、第一次事業が始まった。韓国国立博物館（旧総督府庁舎）が1996年に解体されたほか、旧朝鮮総督府博物館などの日本帝国時代に建てられた建造物の撤去が行われた。2010年には第一次事業の締めくくりとして1968年に本来の位置とはずれて外観復元された光化門を正確な位置に復元した。第一段階事業によって89棟が復元され、これは1865年の再建時の25%が復元された。
第二次復元事業は2011年から始まり2030年に終える予定である。第二段階復元事業により379棟を復元し1865年再建当時の75％の水準を回復する。第一次復元事業では主だった建物が復元されたが、第二次復元事業では付属の建物の復元も進められる。

## 建造物
光化門を正門、勤政殿を正殿とし、それを結ぶ線に対して左右対称に建物が配置されている。これは北京の紫禁城などの様式を倣ったもので、儒教の思想や伝統にかなったものである。また中には優雅な庭園が配されており、宮殿の中にいながら山河に遊ぶことができるようになっている。宮殿北側にある部分は2022年5月まで大韓民国大統領官邸（いわゆる青瓦台）に使用されていた。

### 前朝

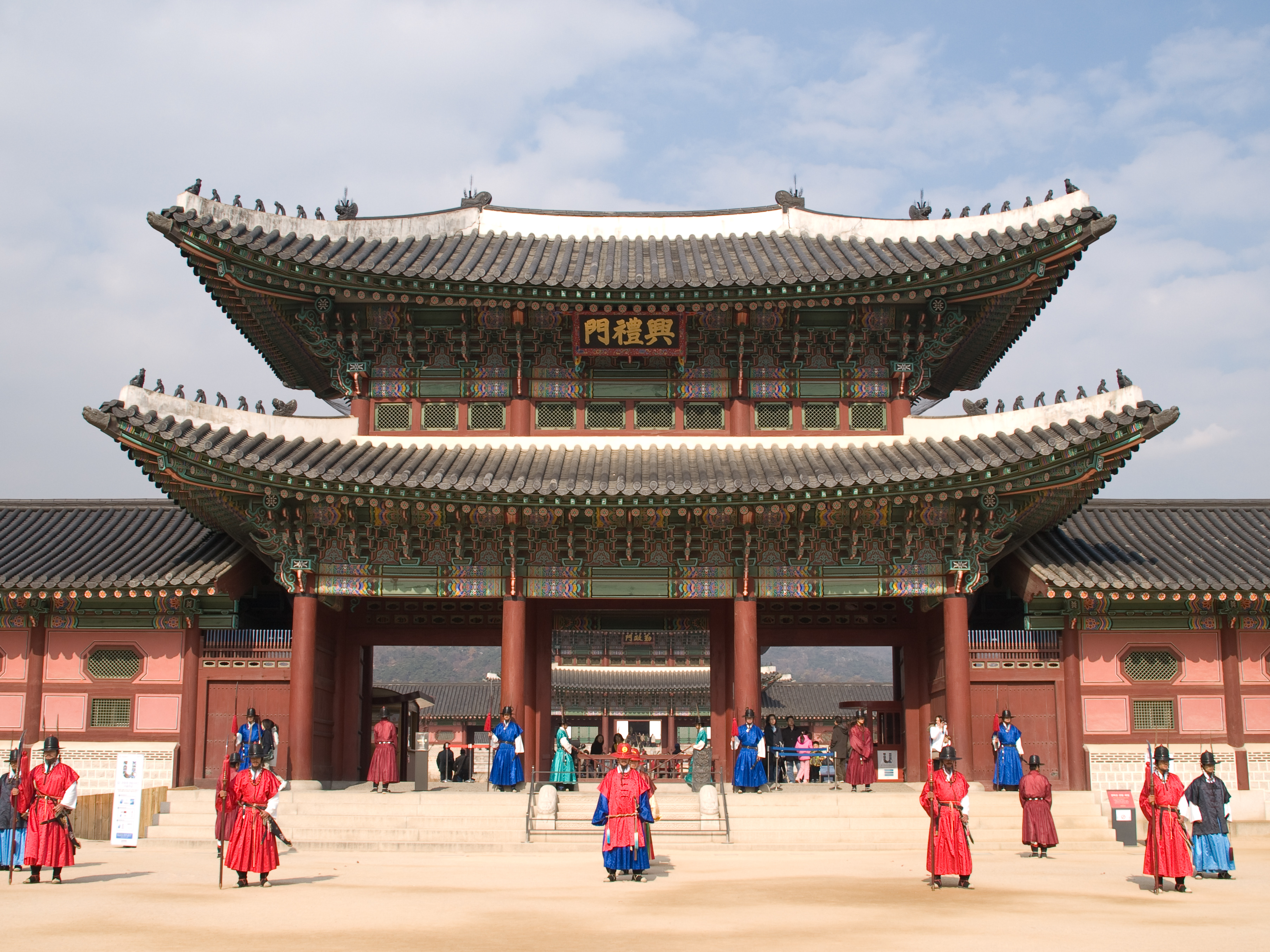
興礼門

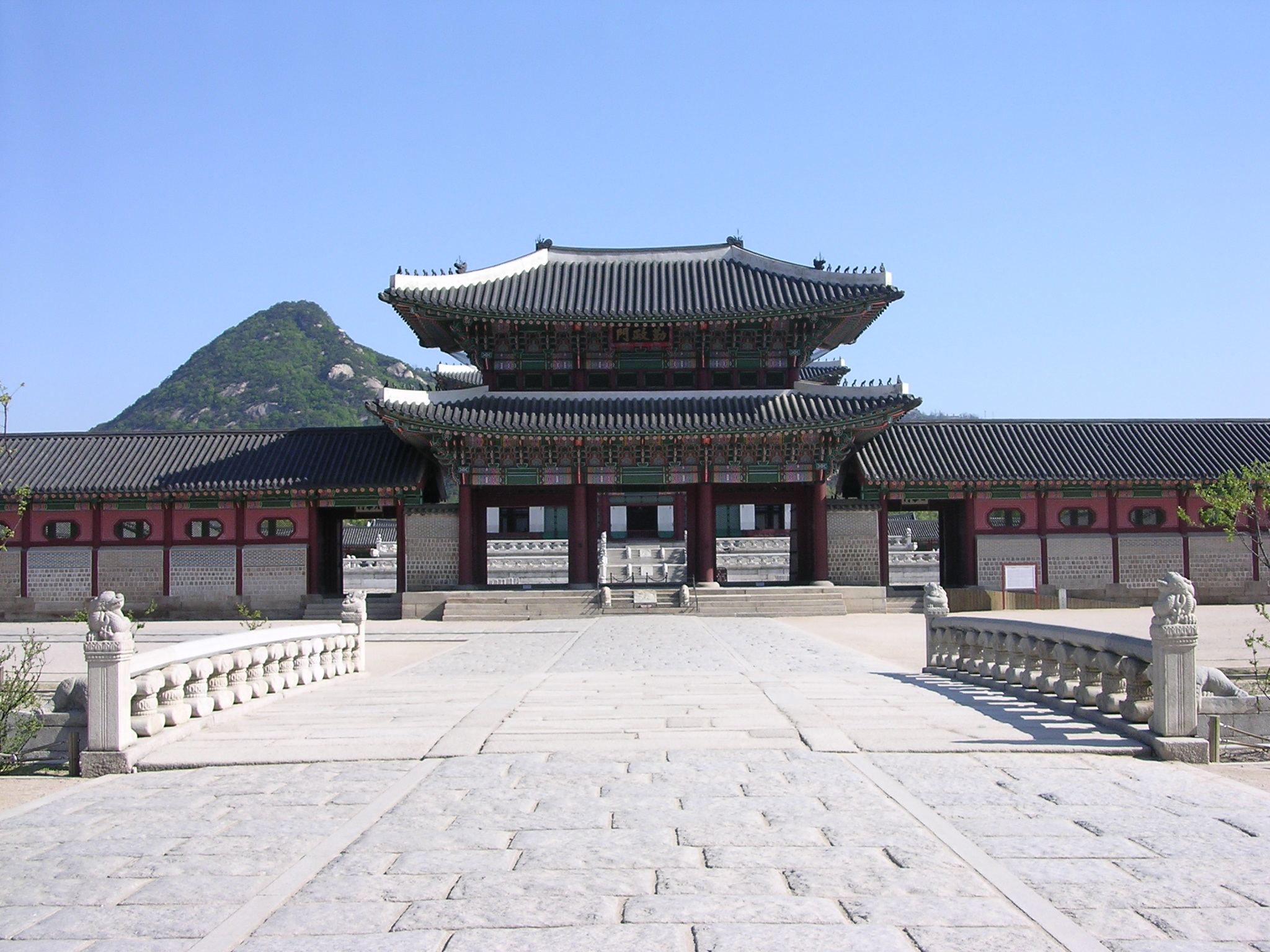
永済橋

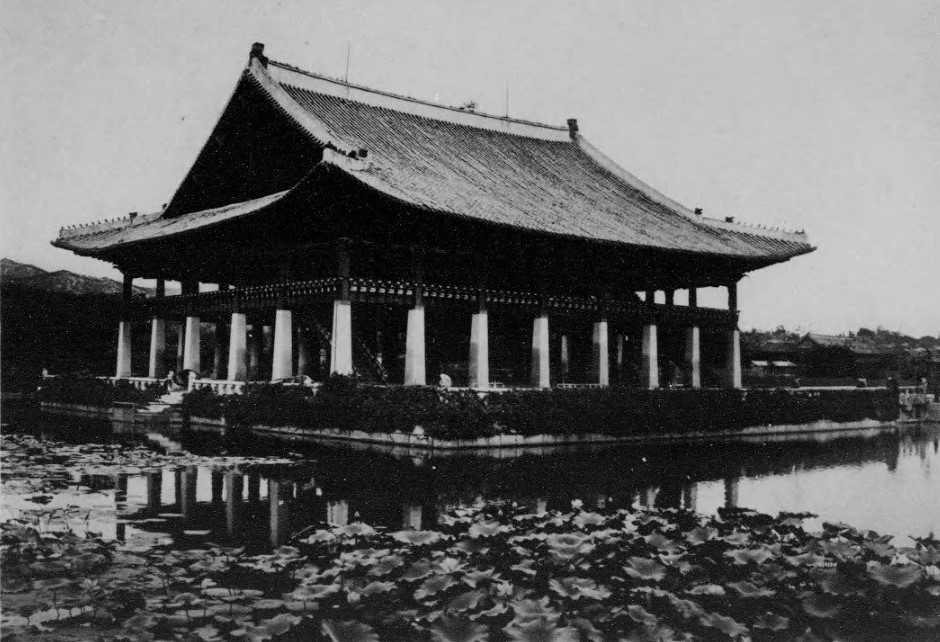
慶会楼。1920年頃

- 光化門（南門）
- 興礼門
- 永済橋
- 日華門
- 月華門
- 勤政門
- 勤政殿 - 国宝第223号
- 隆文楼
- 隆武楼
- 思政門
- 思政殿
- 万春殿
- 千秋殿

### 後廷
- 嚮五門
- 康寧殿
- 両儀門
- 交泰殿
- 峨嵋山
- 東宮
- 慶会楼 - 国宝第224号
- 欽敬閣
- 含元殿
- 慈慶殿
- 醉香橋
- 香遠亭
- 乾清宮

### 附属建築
- 建春門（東門）
- 迎秋門（西門）
- 玄武門（北門）
- 東西十字閣
- 泰元殿
- 集玉斎
- 協吉堂
- 八隅亭
- 景武台（青瓦台）
- 七宮

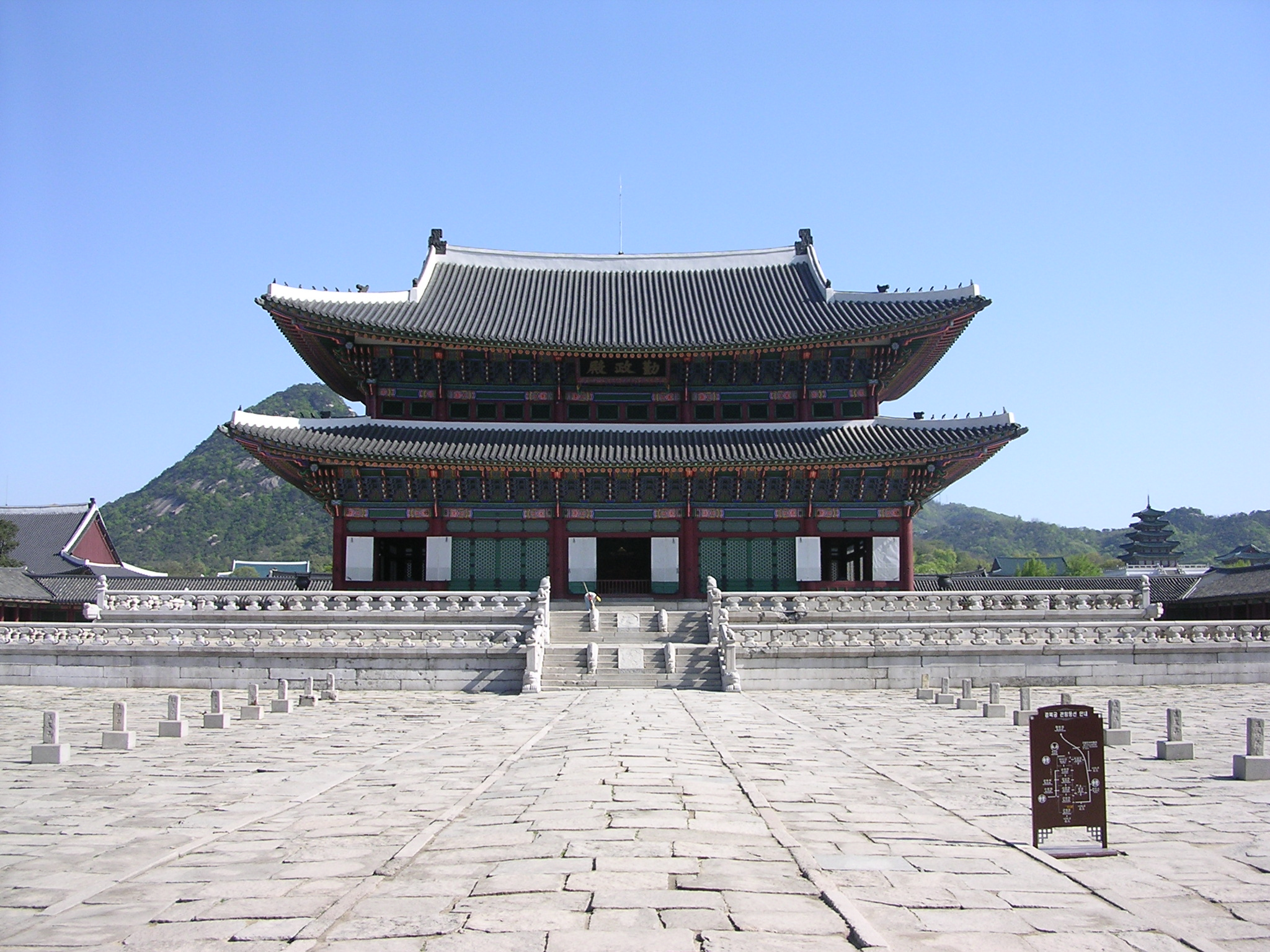
勤政殿
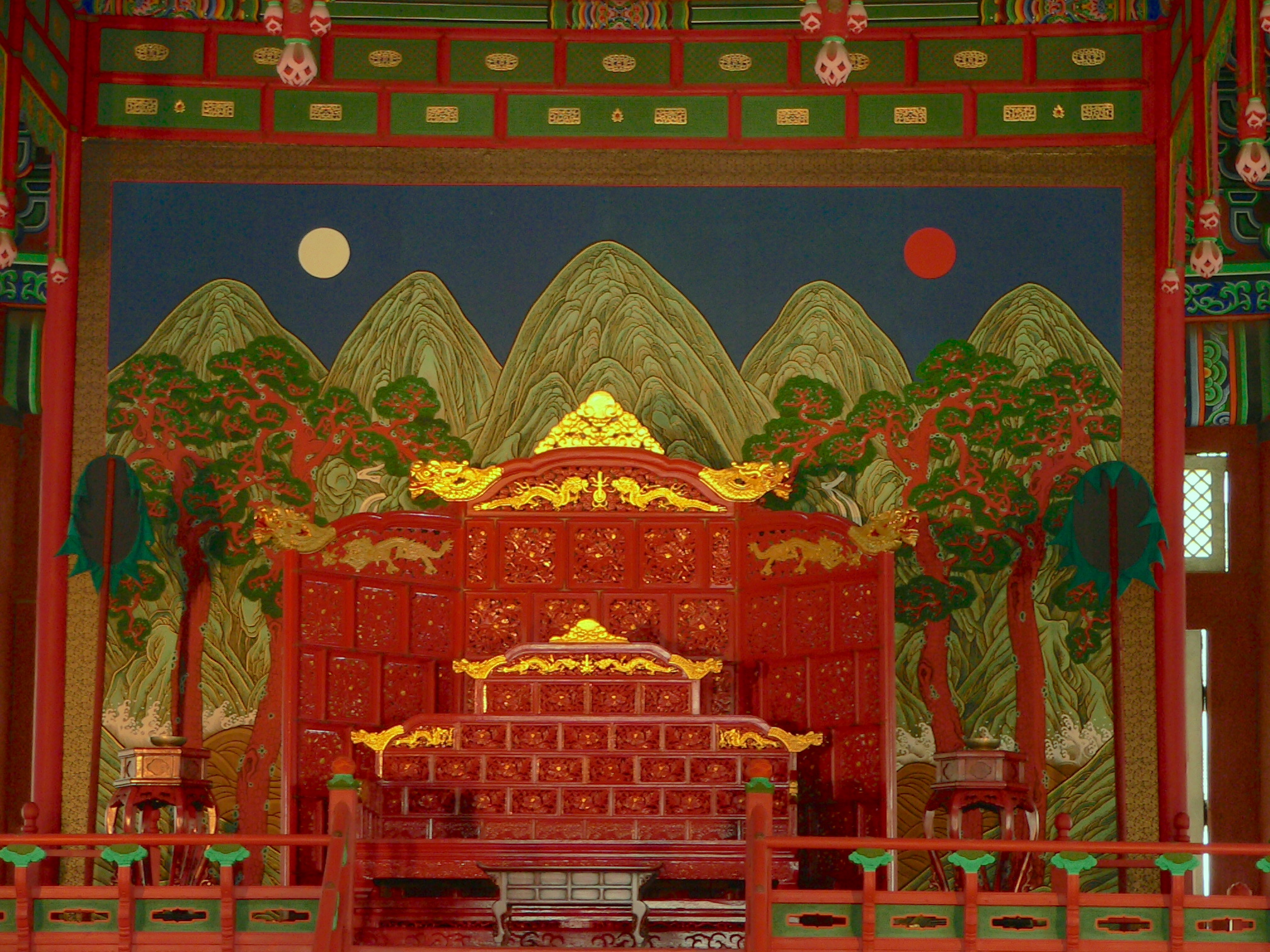
勤政殿内部（王座）
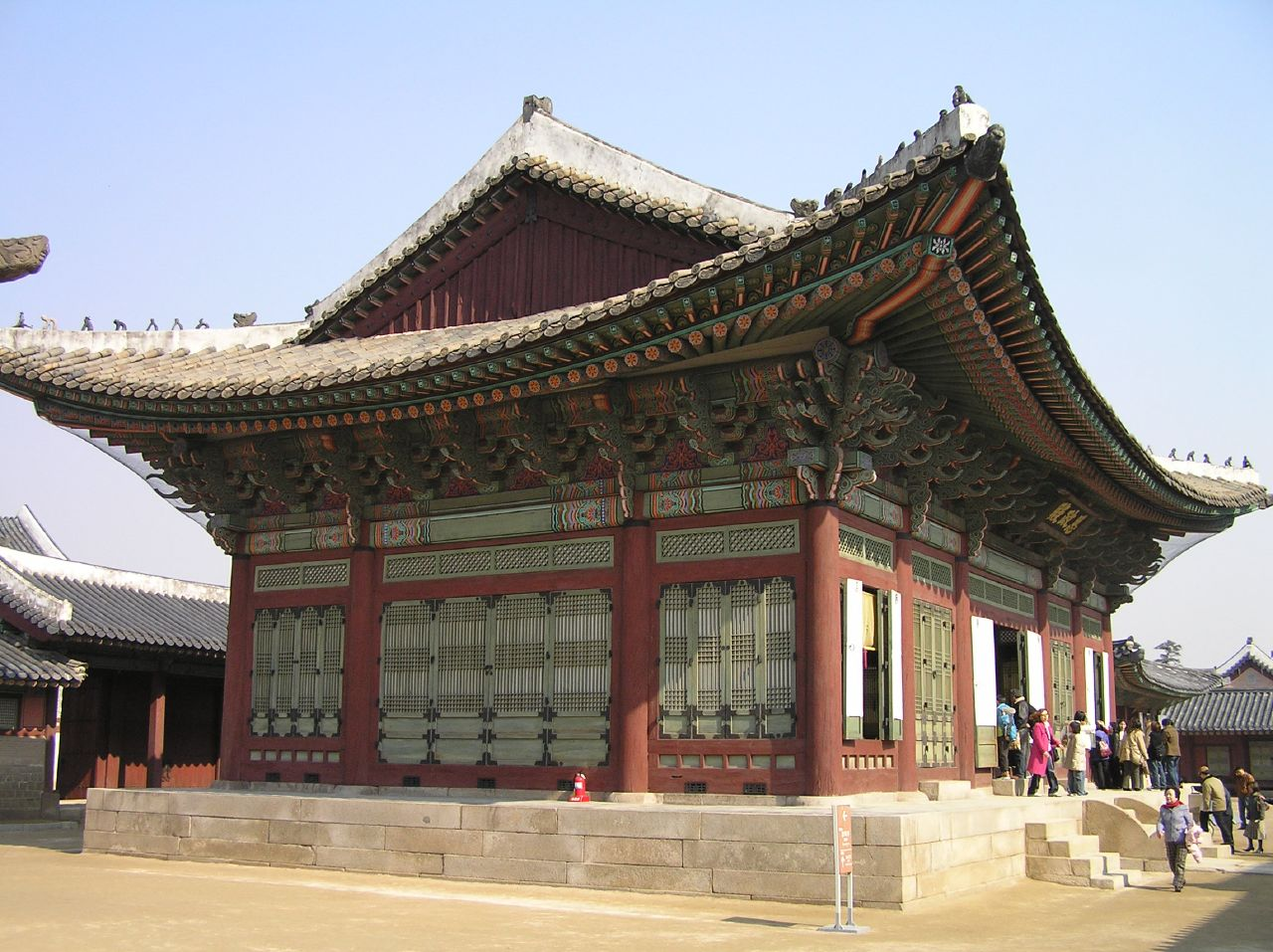
思政殿
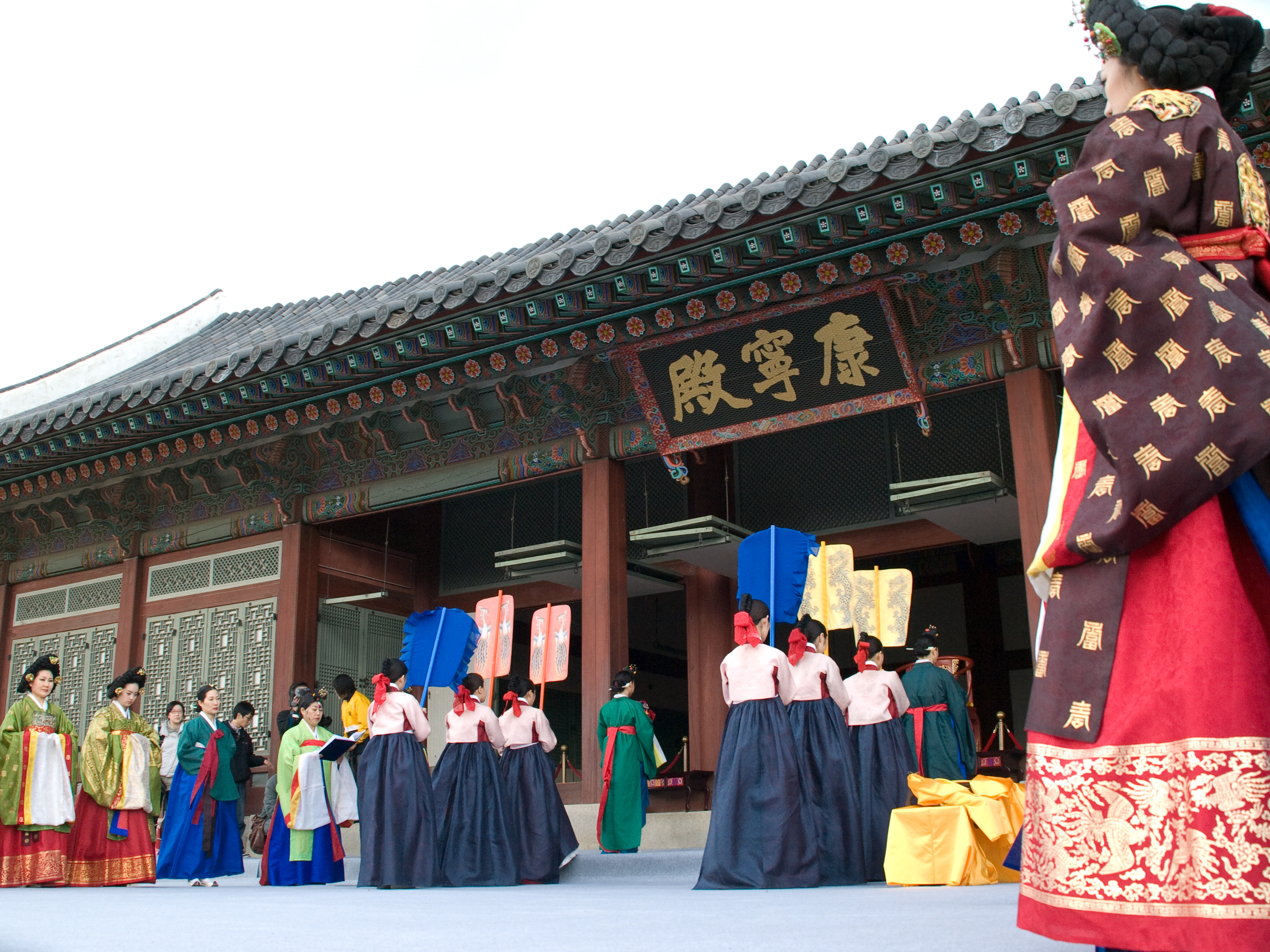
康寧殿
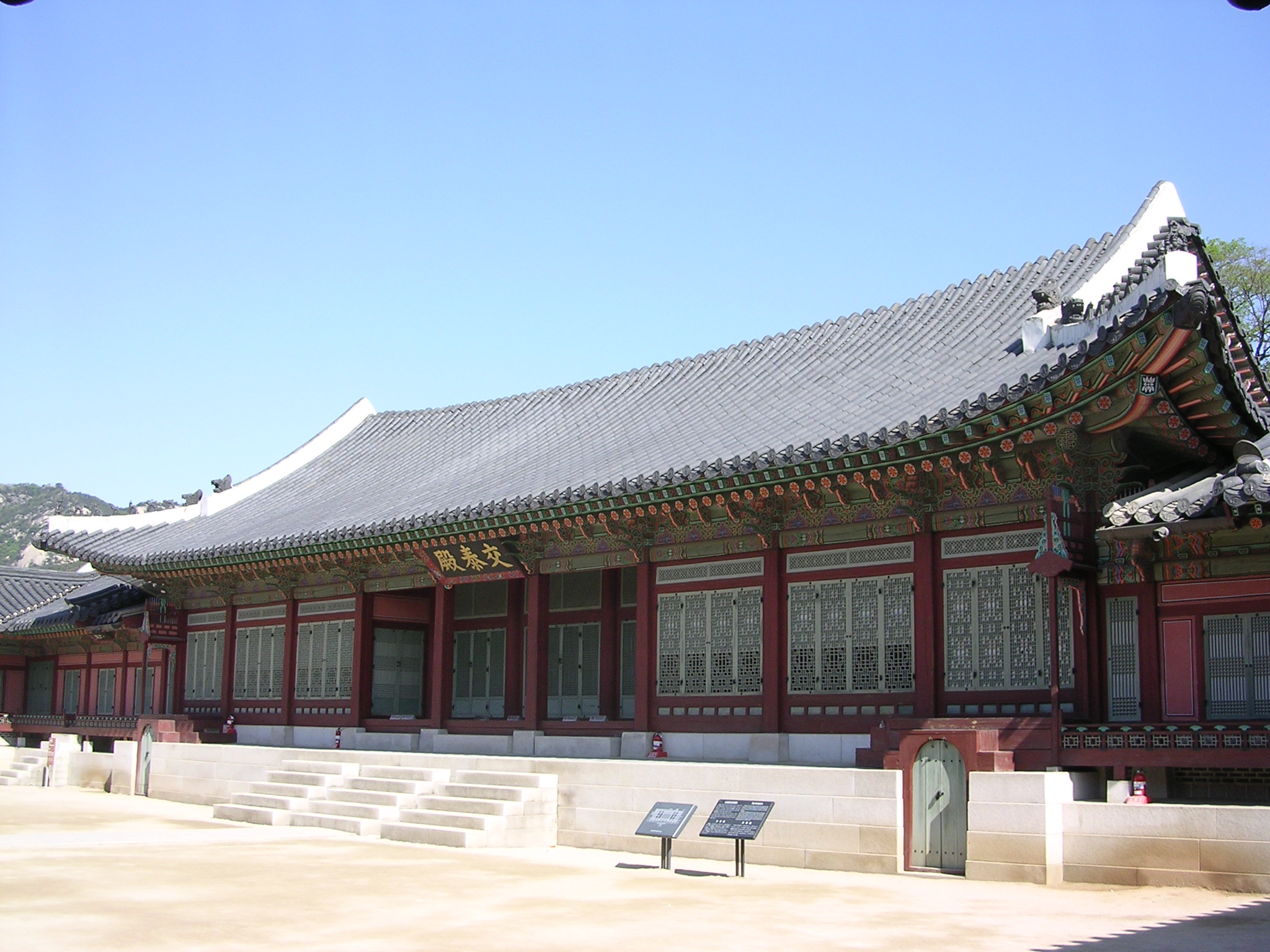
交泰殿
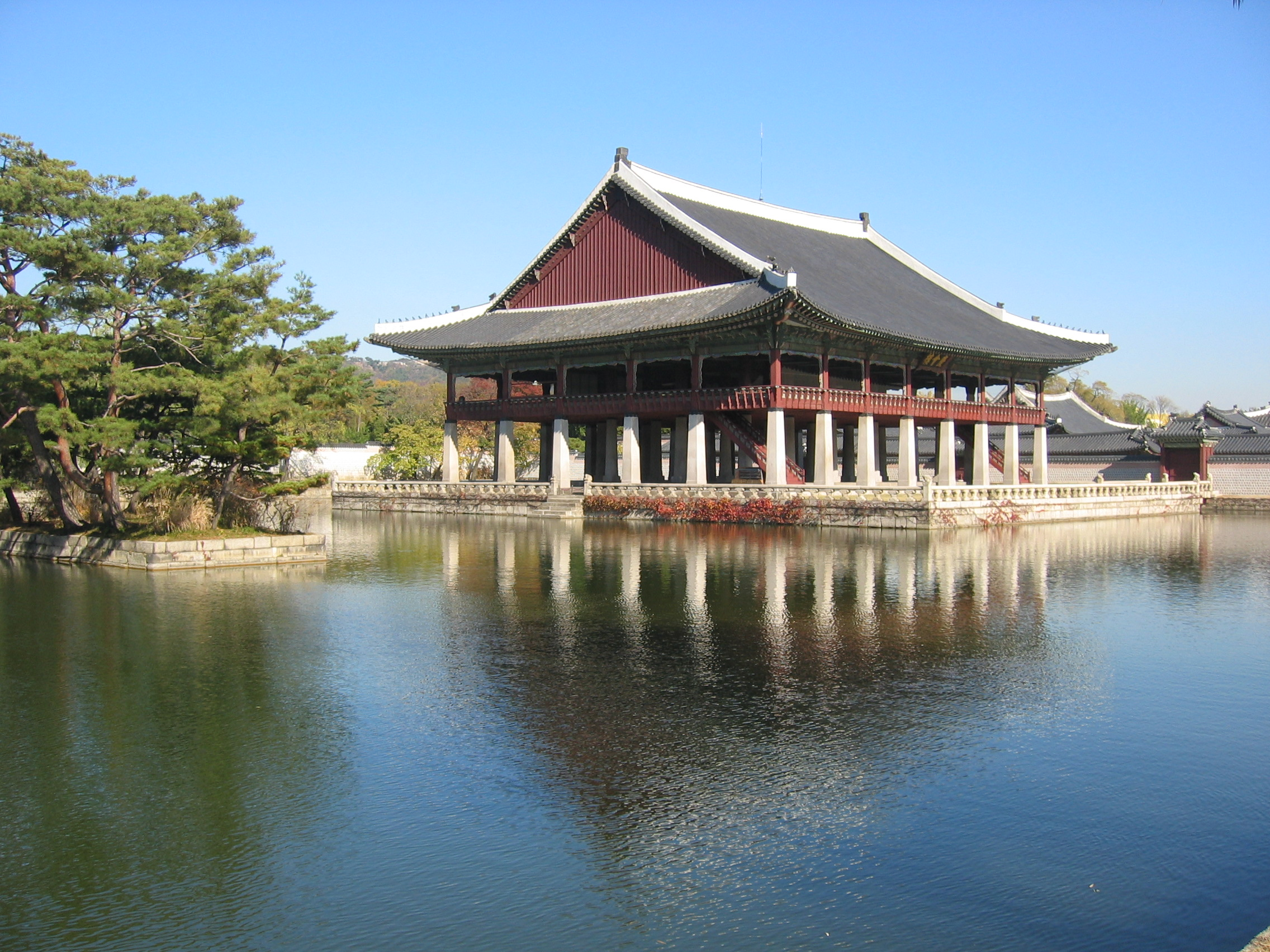
慶会楼
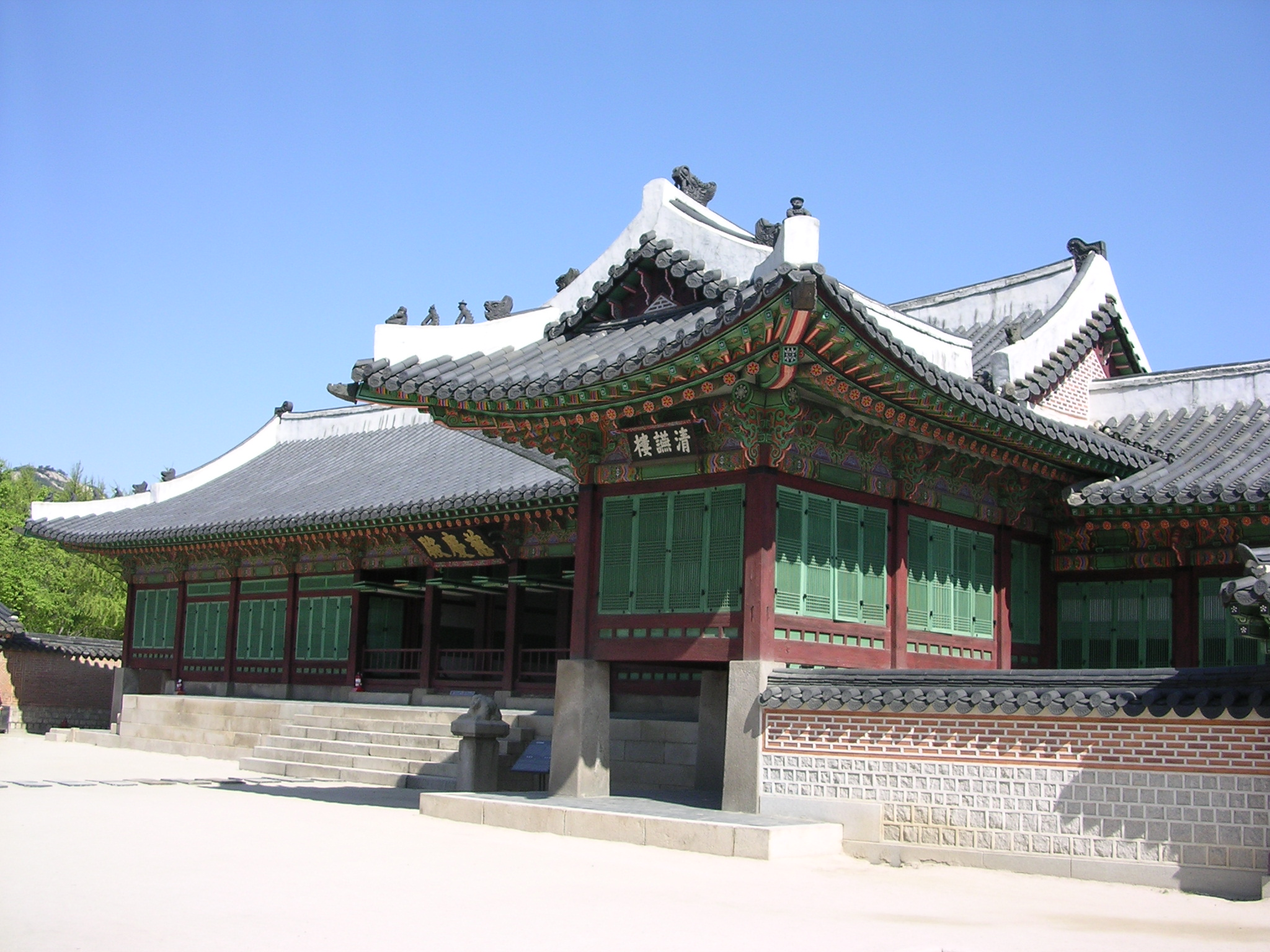
慈慶殿
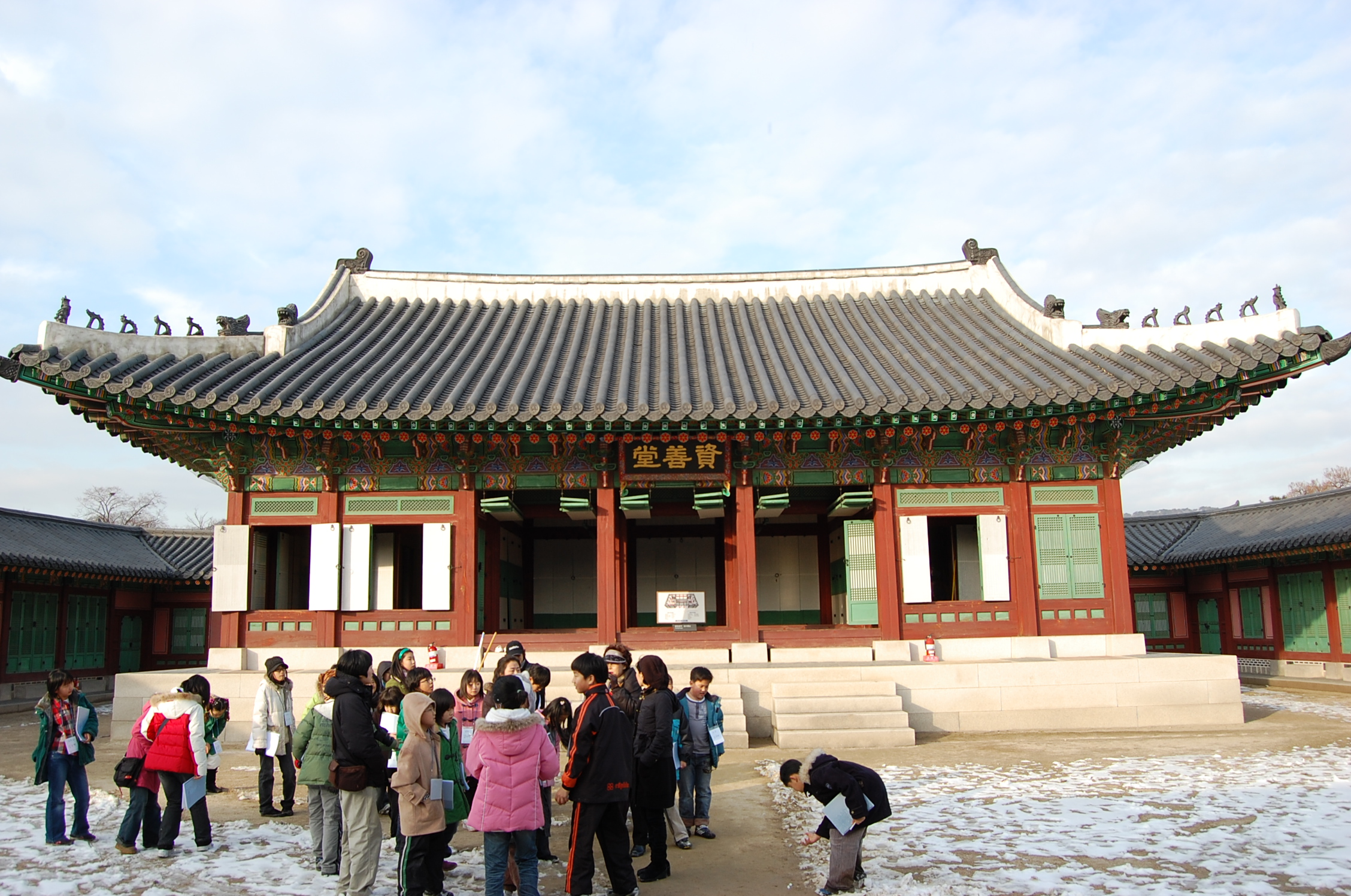
資善堂
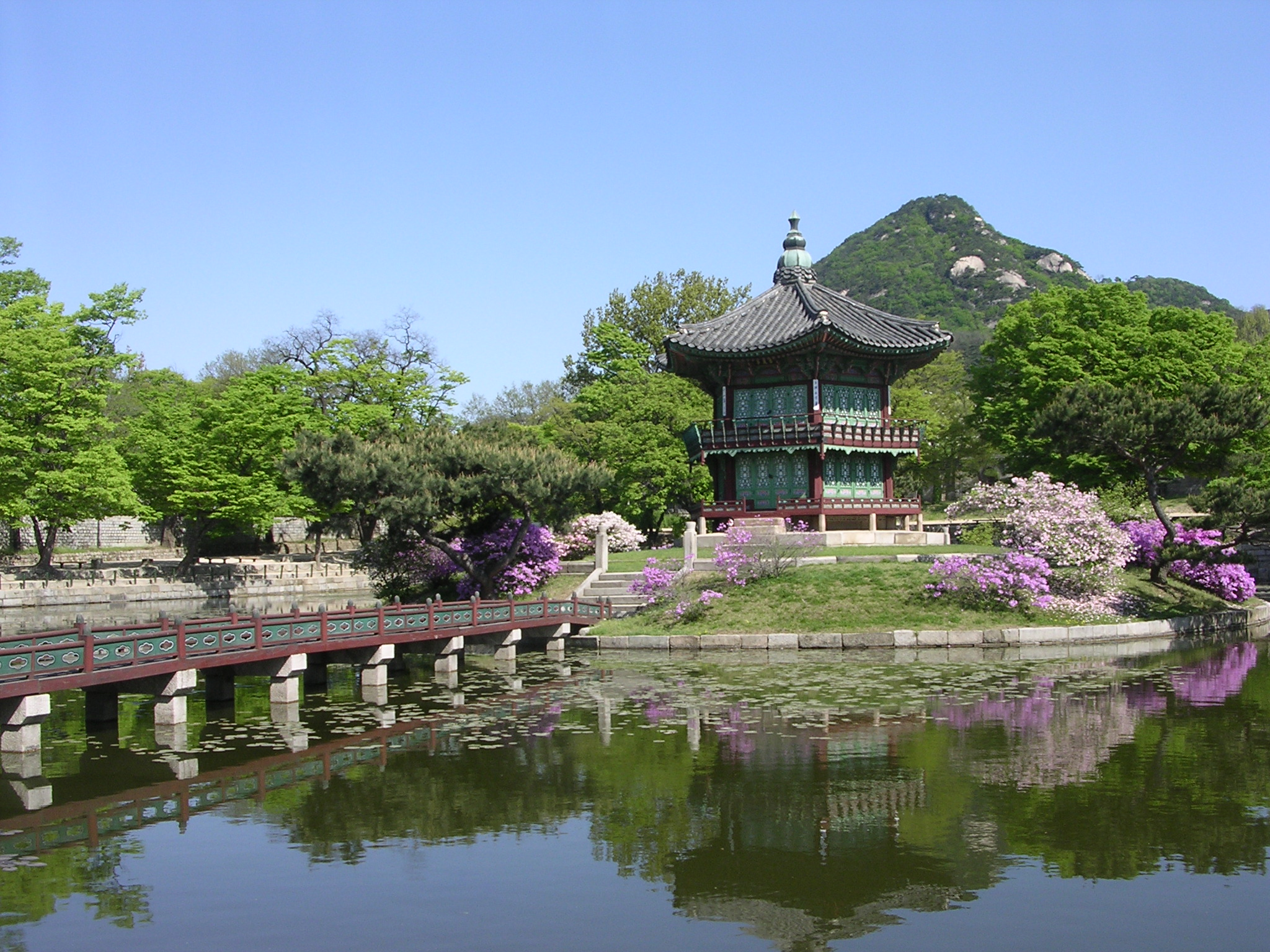
香遠亭
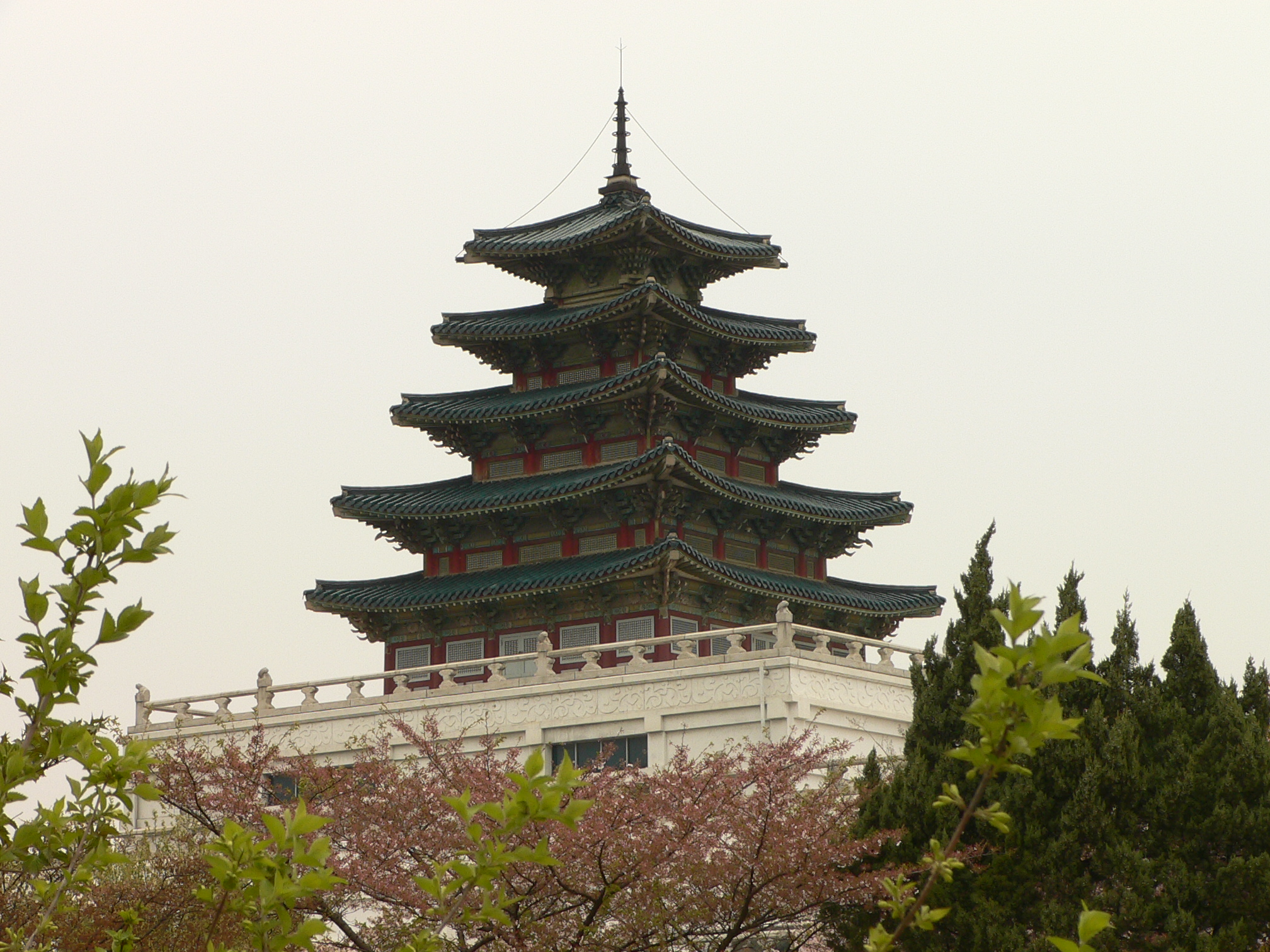
国立民俗博物館
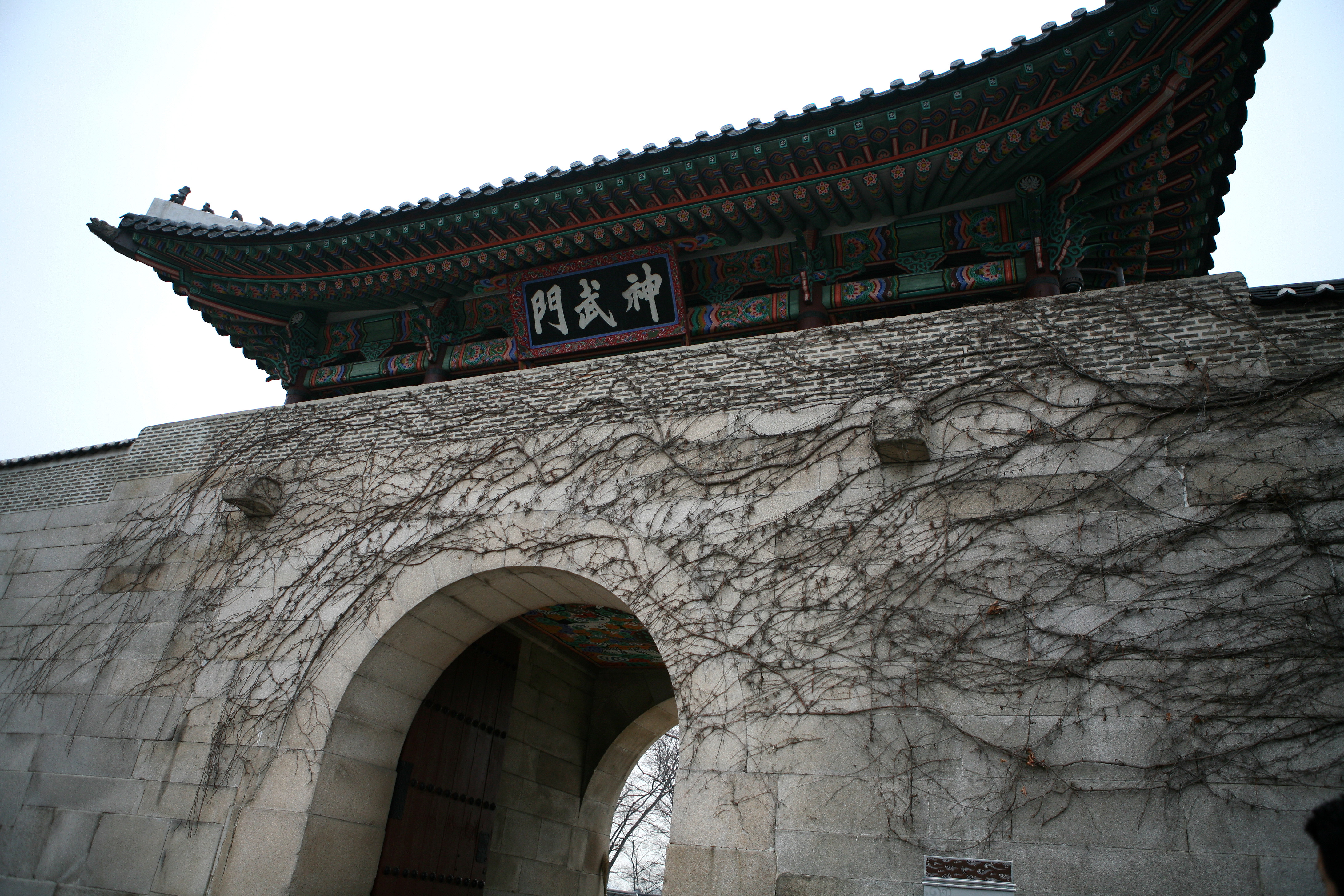
神武門
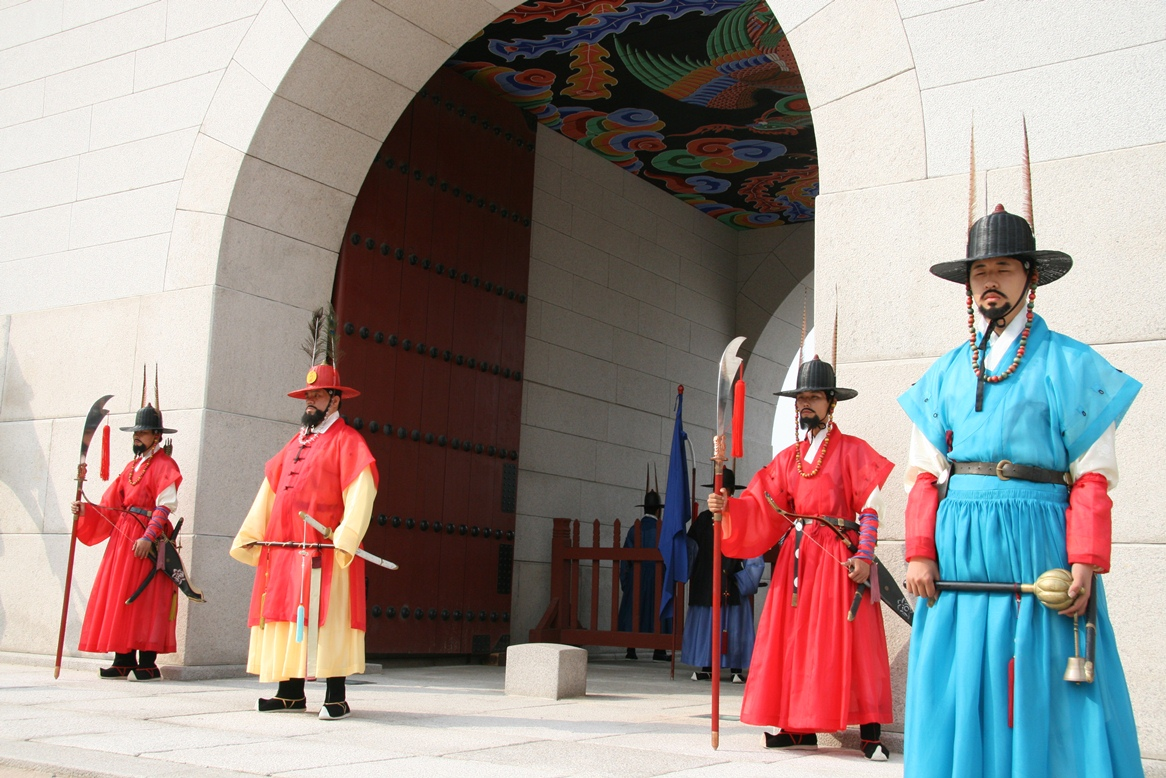
光化門の護衛
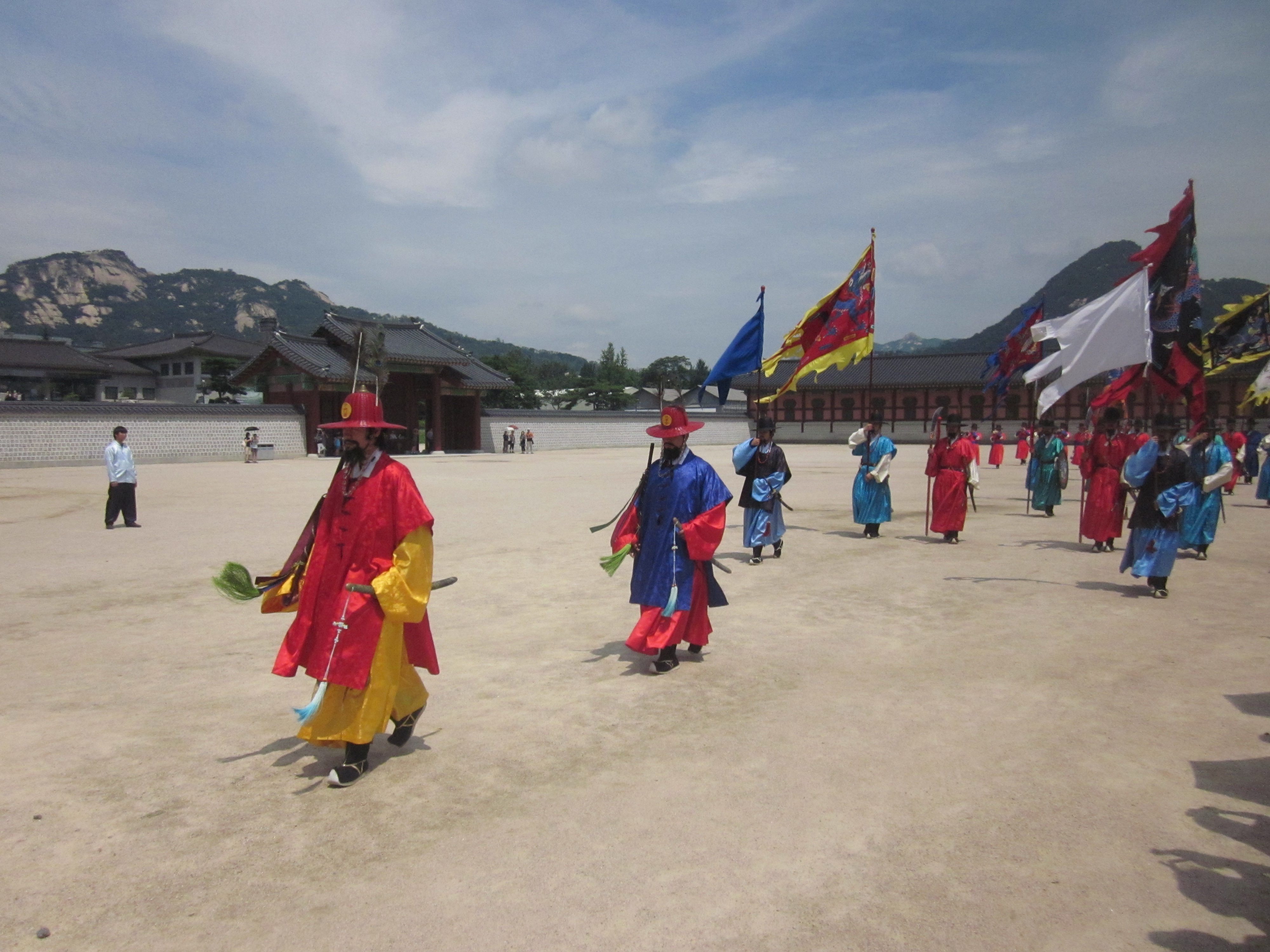
興礼門
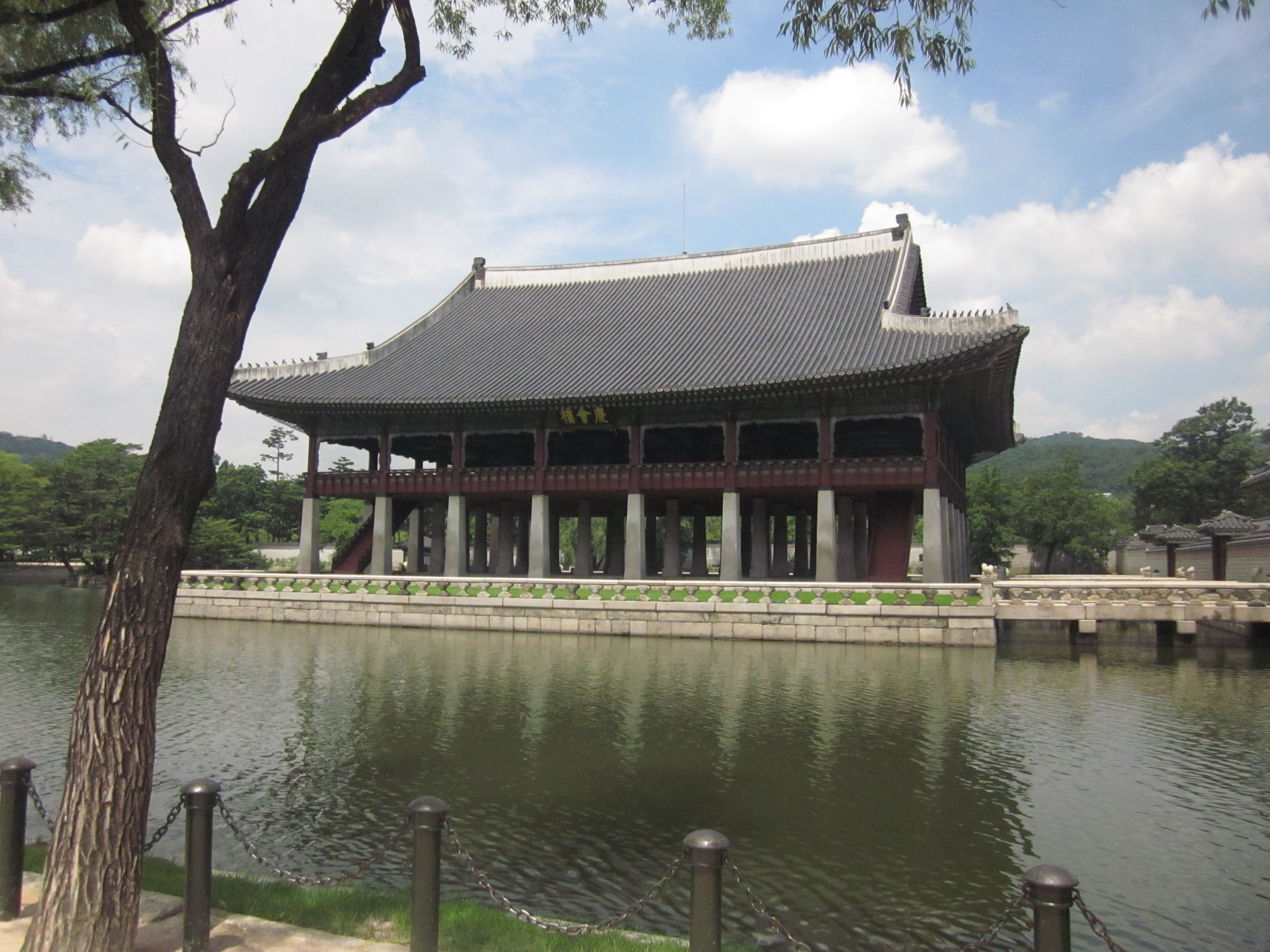
慶會楼

## 文化財

### 国宝
- 勤政殿（第223号）
- 慶会楼（第224号）

### 宝物
- 慈慶殿（第809号）
- 慈慶殿十長生煙突（第810号）
- 峨嵋山煙突（第811号）
- 勤政門及び行閣（第812号）
- 風旗台（第847号）
- 香遠亭（第1761号）
- 思政殿（第1759号）
- 修政殿（第1760号）

### 史跡
- 景福宮（第117号）

## 交通
- ソウル交通公社3号線・景福宮駅